# Anna Palm de Rosa

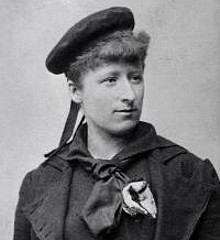
Anna Palm de Rosa

Anna Sofia Palm de Rosa (* 25. Dezember 1859 in Stockholm, Schweden; † 2. Mai 1924 in Madonna dell’Arco, Italien) war eine schwedische Landschaftsmalerin. In den 1890er Jahren waren ihre Aquarelle von Dampfschiffen sowie Szenerien aus Stockholm in Schweden sehr bekannt. Sie malte auch ein populäres Bild von Kartenspielern im Brøndums Hotel in Skagen, wo sie den Sommer in Gesellschaft der Künstlerkolonie der Skagen-Maler verbrachte. Im Alter von 36 Jahren verließ sie Schweden für immer und lebte fortan in Süditalien, wo sie 1901 einen Infanterie-Offizier heiratete.

## Ausbildung
Anna Palm de Rosa war die Tochter des Malers Gustaf Wilhelm Palm und von Eva Sandberg, Tochter des Malers Johan Gustaf Sandberg. Die Familie wohnte in der Barnhuträdgårdgatan 19 in Stockholm (heute Olof Palmas Gata). Sie war häufig Gastgeberin von Künstlerfreunden wie Nils Kreuger, Gustaf Cederström, Georg Pauli and Vicke Andrén (1856–1930). Anna Sofia Palm lernte die Malerei von ihrem Vater, der auch an der Elementarteckningsskolan unterrichtete, einer Schule, die auf das Studium an der Königlichen Akademie der freien Künste in Stockholm vorbereitete. Anna Palm besuchte nicht die Akademie, die zu dieser Zeit noch kaum Frauen aufnahm. In den 1880er Jahren unterrichteten sie der Historienmaler Edvard Perséus und der Landschaftsmaler Per Daniel Holm (1835–1903). 1885 reiste sie mit der Unterstützung ihrer Eltern nach Dänemark, wo sie sich in Skagen aufhielt und „Et l’hombre-parti på Brøndums Hotel“ malte. Sie fuhr auch nach Antwerpen, wo sie bei dem Marinemaler Romain Steppe (1859–1927) lernte, ehe sie für einige Zeit nach Paris ging.

## Karriere

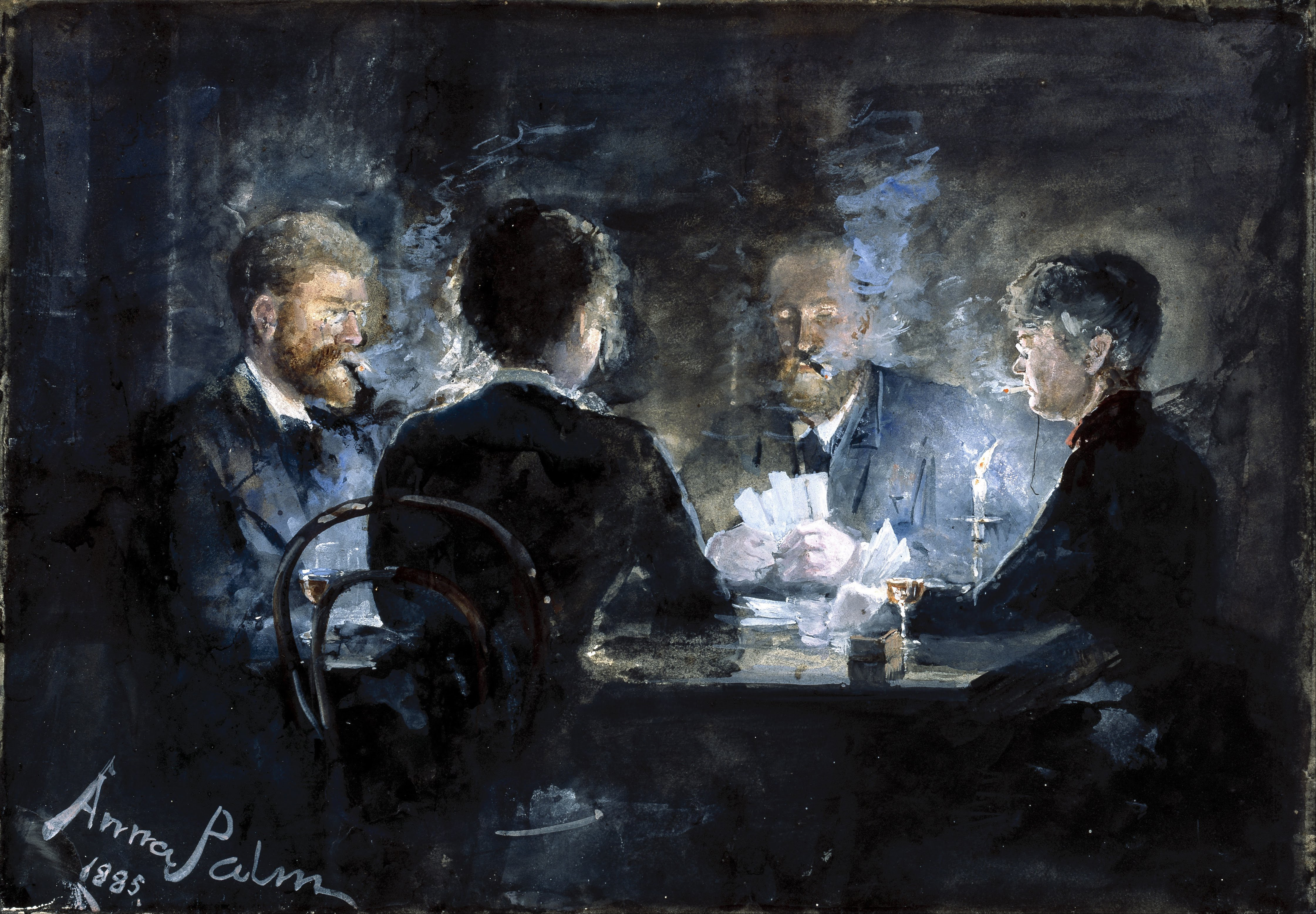
Anna Palm: Eine Partie l’hombre in Brøndums Hotel (1885)

Palm de Rosa war eine der 84 Künstler, die 1885 die Forderung nach radikalen Änderungen in der Schwedischen Akademieausbildung unterschrieb, die man für überholt hielt. Nichtsdestotrotz stellte sie 1885 und 1887 in der Akademie aus und unterrichtete dort von 1889 bis 1891 Aquarellmalerei. Sie war auch Mitglied neu gegründeter Vereinigungen wie der Svenska konstnärinnor (Schwedische Künstlerinnen) zusammen mit Eva Bonnier, Hanna Pauli und Mina Carlson-Bredberg. Die Aquarelle von Hafenansichten mit Dampf- und Segelschiffen, die in dieser Zeit entstanden, machten sie populär. Sie produzierte auch zahlreiche kleine Veduten sowie Stadtszenerien aus Stockholm, um die große Nachfrage zu bedienen.
Am Neujahrsabend 1895 verließ sie im Alter von 36 Jahren Schweden für immer. Nach einem Jahr Aufenthalt in Paris reiste sie nach Italien, wo sie ihren zukünftigen Ehemann kennenlernte, den Infanterieleutnant Alfredo de Rosa. Nach ihrer Eheschließung 1901 in Paris, übersiedelte das Paar nach Capri und ließ sich schließlich 1908 in Madonna dell’Arco nieder, in der Gemeinde von Sant’Anastasia in der Nähe von Neapel.
Zusätzlich zu italienischen Motiven malte sie weiterhin Ansichten von Stockholm wie z. B. Szenerien des Gustaf-Adolfs-Platz mit der Oper oder von der 1897 in Stockholm stattfindende Kunst- und Industrie-Ausstellung. Die einzige mögliche Erklärung ist, dass ihr Fotografien aus Schweden geschickt wurden, die ihr als Grundlage ihrer Bilder dienten. Sie könnte Aufnahmen des Stockholmer Fotografen Frans Gustaf Klemming (1859–1922) verwendet haben, dessen Werke auch von dem Maler Robert Lundberg (1861–1903) verwendet wurden, aber sie zeichnete vermutlich nach Ansichten von mehreren, verschiedenen Fotografen.
Während des Ersten Weltkriegs, als ihr Mann einberufen wurde, war Palm de Rosa ausgesprochen produktiv, insbesondere in Baiae im Golf von Neapel, wo sie sich ein Jahr lang aufhielt. Nach dem Krieg verlor sie an Kraft und blieb bis zu ihrem Tod im Mai 1924 geschwächt.
Ihre Werke befinden sich im Nationalmuseum in Stockholm, im Göteborger Kunstmuseum, in der Sammlung der Universität Uppsala und in Museen in Norrköping und Helsinki.

## Werke (Auswahl)

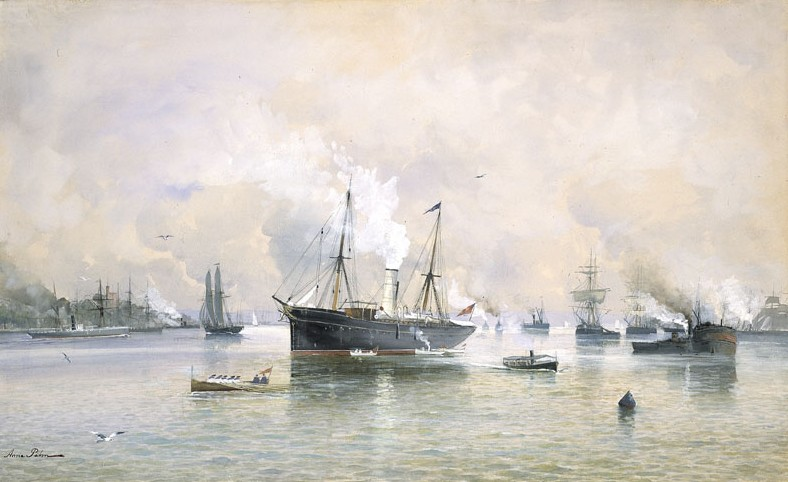
Traffic on Stockholms ström (Stockholm, 1890)
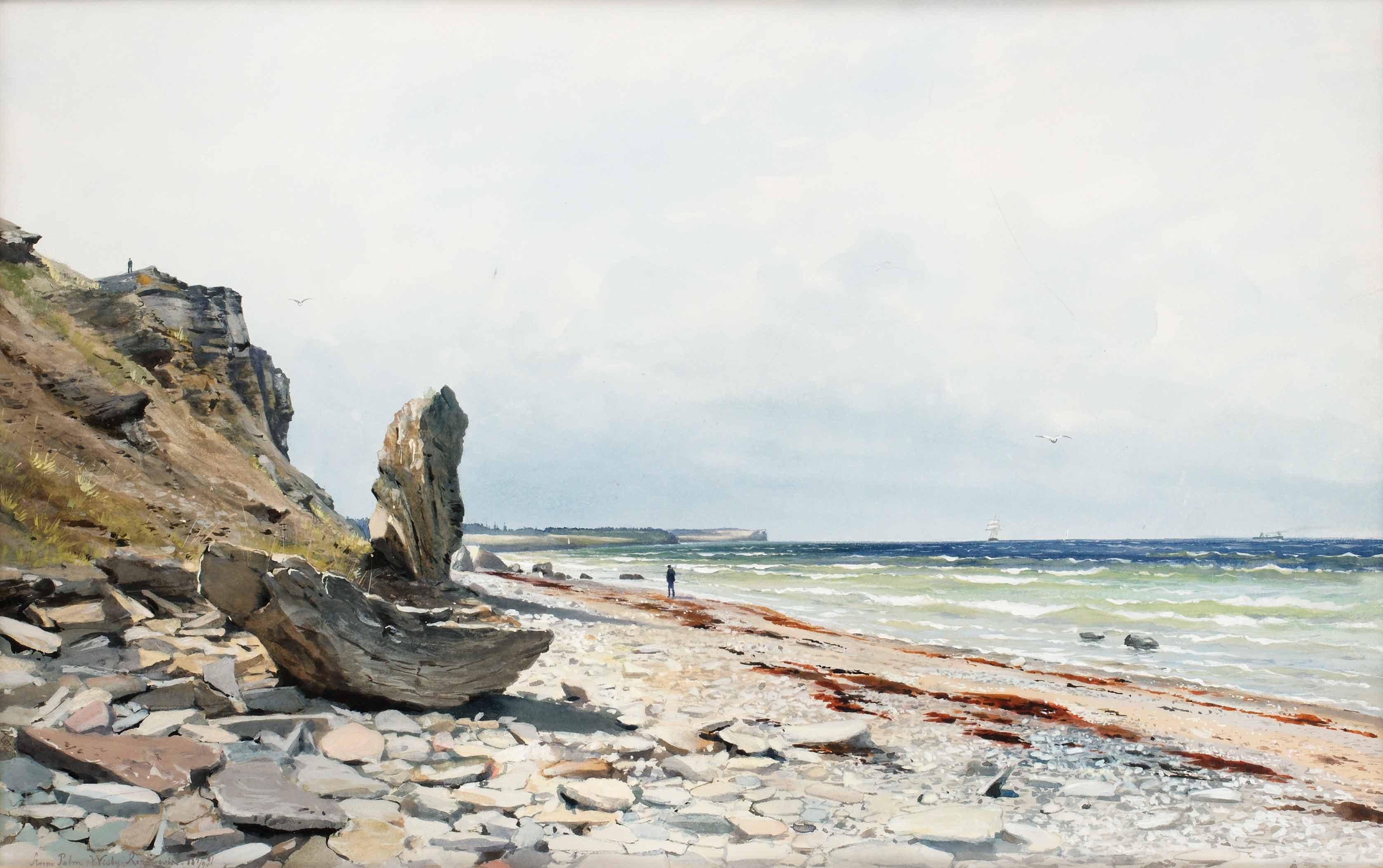
Högklint Cliff (Gotland,1891)
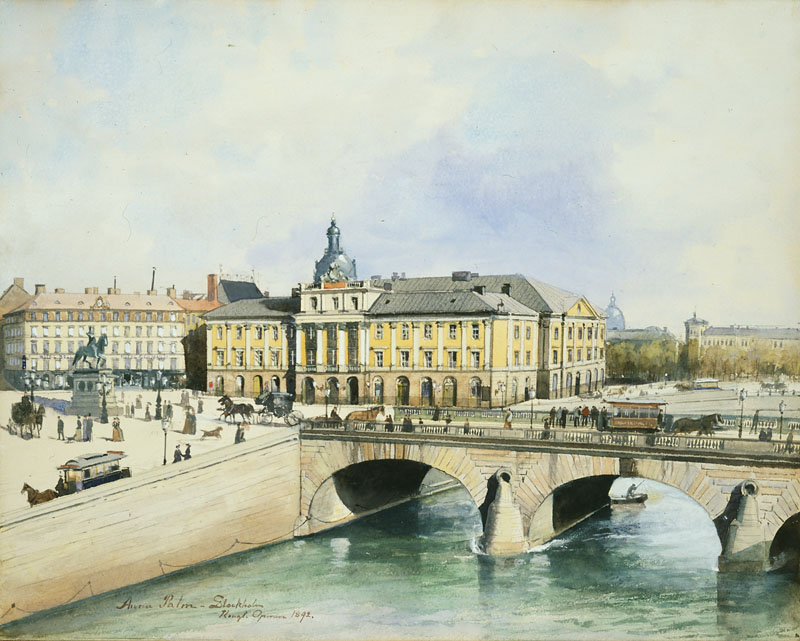
The old opera house from Helgeandsholmen aus (Stockholm, 1892)
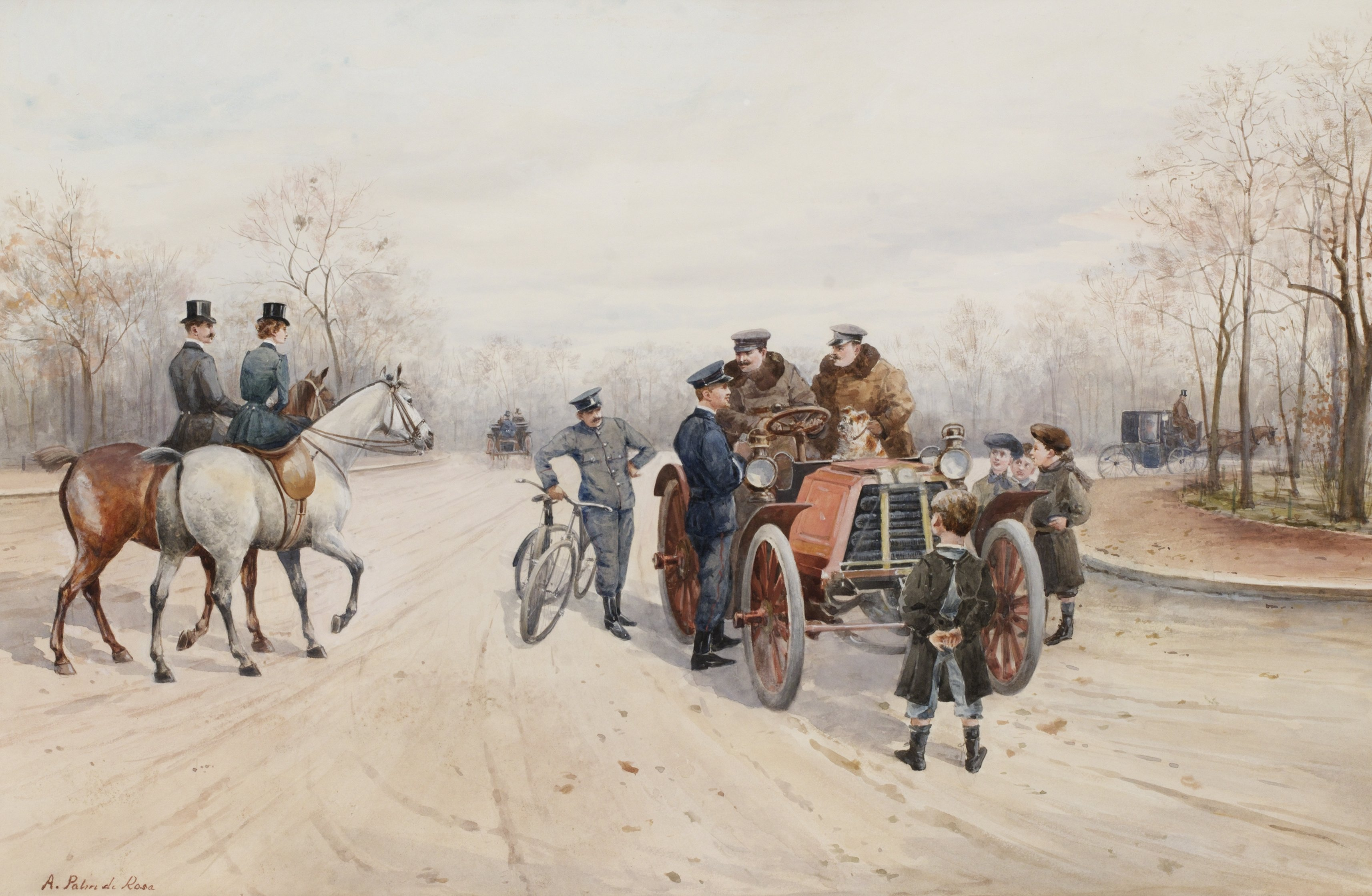
Speeding ticket, Bois de Boulogne (Paris)
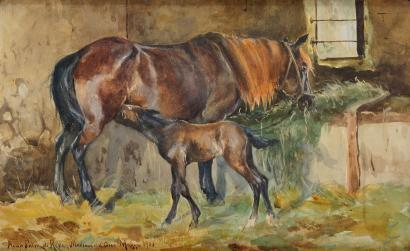
Mare and her foal (Madonna dell Arco, 1908)